# Lista de Membros Correspondentes da Academia Brasileira de Ciências Empossados em 1972
Esta lista contém os nomes dos membros correspondentes da Academia Brasileira de Ciências empossados em 1972. 
| Imagem | Nome               | Datas de nascimento e falecimento           | Local de nascimento | Área de especialização | Alma mater                             | Data de posse       | Conhecido por | Referências       |
| ------ | ------------------ | ------------------------------------------- | ------------------- | ---------------------- | -------------------------------------- | ------------------- | ------------- | ----------------- |
|        | en:Ernest Wenkert  | 16 de outubro de 1925 20 de junho de 2014   | Viena, Áustria      | Ciências Químicas      | Universidade de Washington, EUA        | 18 de abril de 1972 |               | [ 2 ]             |
|        | Herbert Rabin      | 14 de novembro de 1928                      |                     | Ciências Físicas       | Universidade de Wisconsin-Madison, EUA | 18 de abril de 1972 |               | [ 3 ] [ 4 ] [ 5 ] |
|        | John Norman Mather | 09 de junho de 1942 28 de janeiro de 2017   | Los Angeles, EUA    | Ciências Matemáticas   | Universidade Harvard, EUA              | 18 de abril de 1972 |               | [ 6 ] [ 7 ]       |
|        | de:Reinhard Pflug  | 01 de abril de 1932 09 de fevereiro de 2012 | Schwerte, Alemanha  | Ciências da Terra      | Universidade de Bonn, Alemanha         | 18 de abril de 1972 |               | [ 8 ] [ 9 ]       |